# Macaranga lophostigma
Macaranga lophostigma là một loài thực vật có hoa trong họ Đại kích. Loài này được Chiov. mô tả khoa học đầu tiên năm 1940.